# 3925
3925(삼천구백이십오)는 3924보다 크고 3926보다 작은 자연수다.

## 수학
- 합성수로, 그 약수는 1, 5, 25, 157, 785, 3925다. 진약수의 합은 973이므로, 3925는 부족수다.
- 25번째 십오각수다. 앞의 십오각수는 3612, 다음은 4251이다.
- 피타고라스 삼조의 빗변의 길이이다.
  - {\displaystyle 1116^{2}+3763^{2}=3925^{2}}[a]
  - {\displaystyle 2573^{2}+2964^{2}=3925^{2}}[b]
- {\displaystyle 3925=12^{3}+13^{3}}
  - 연속하는 두 자연수의 세제곱합으로 나타낼 수 있으며, 이 성질을 지닌 앞의 수는 3059, 다음 수는 4941이다.
- {\displaystyle 3925=9^{2}+62^{2}=26^{2}+57^{2}=30^{2}+55^{2}}
  - 서로 다른 두 자연수의 제곱합으로 나타내는 방법이 세 가지인 수다.
- {\displaystyle 28^{20}-1}은 3925로 나누어떨어진다.

## 과학
- NGC 3925(영어판): 사자자리 방향에 있는 막대 렌즈형 고리은하.
- 3925 트레티야코프: 소행성.

## 기타
- 연도: 3925년, 기원전 3925년

## 같이 보기
- 3000